# 日清汽船
日清汽船株式会社或日清轮船公司是20世纪上半叶一个活跃于中国长江流域的日资航运企业，1907年4月1日，由大阪商船、日本邮船、湖南轮船和大东轮船等企业合并成立。其总部设于东京，在上海、汉口、镇江、南京、芜湖、九江、长沙、常德、沙市、宜昌、重庆、苏州、杭州、清江浦和香港设立分公司和代理处。
日清汽船株式会社开辟的航线有：
- 上海至汉口
- 汉口至宜昌
- 汉口至湘潭
- 汉口至常德
- 九江至南昌
- 上海至苏州
- 上海至杭州
- 苏州至杭州
- 苏州至镇江
- 镇江至扬州
- 镇江至清江浦
- 宜昌至重庆线
- 重庆至叙州（今宜宾）

1916年，近藤廉平男爵担任社長职务。
1926年8月2日，杨森的部队在万县攻击了日清汽船株式会社船员，造成3人负伤（万县事件）。
1939年，日清汽船株式会社并入东亚海运株式会社。二战结束后，其在华船舶为轮船招商局接收。今日，该会社的遗迹包括日清大楼 (上海)和日清大楼 (汉口)。